# Feldbefestigung

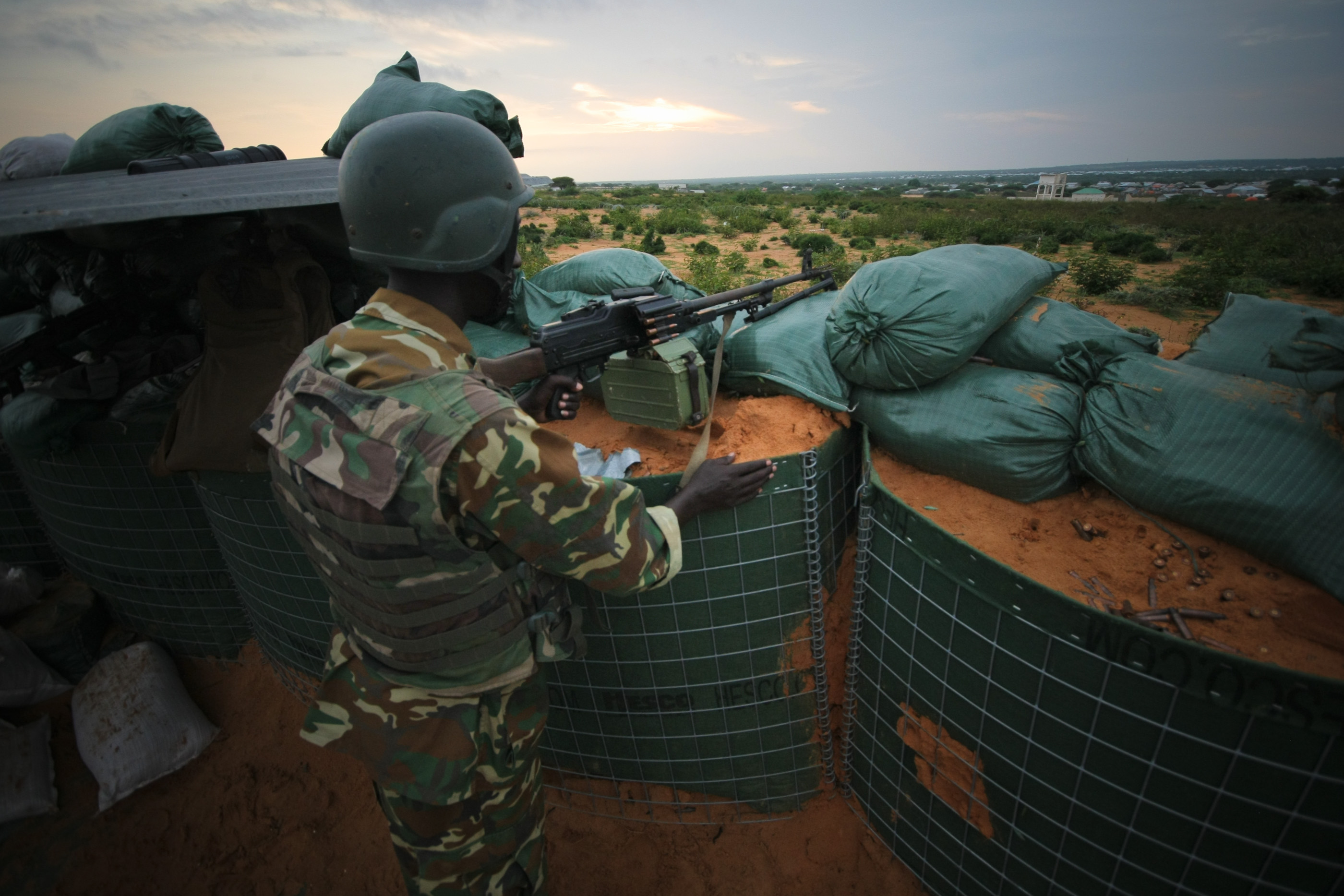
Sandsäcke und Schanzkörbe zur Feldbefestigung

Feldbefestigungen werden in und auf dem Gelände für Gefechtszwecke angelegt in Form von Kampfständen und Deckungen zum Schutz gegen feindliche Waffenwirkung und zum besseren Einsatz eigener Waffen aus Stellungen. Sie werden meist in kurzer Zeit ausgeführt; Art und Ausbaugrad richten sich nach den jeweiligen Verhältnissen und der zur Verfügung stehenden Zeit.

## Vorneuzeit
Die römischen Legionäre legten auf ihren Märschen jeden Abend  Befestigung an. Die dabei nur für kurze Nutzung angelegten Marschlager sind ein auf Luftbildern erkennbares Landschaftsmerkmal oder als ein erhaltenes Bodendenkmal. Ähnliches findet sich weltweit.

## Neuzeit

### Feldbefestigungen in der Frühen Neuzeit
Seit der Frühen Neuzeit mit dem verstärkten Aufkommen von Feldartillerie und – im 20. Jahrhundert – durch die Panzerartillerie haben Feldbefestigungen in konventionellen symmetrischen Kampfhandlungen an Bedeutung gewonnen. Sie lassen sich in vier Gruppen einteilen:
- Schanze zur Belagerung einer ständigen Festung
- Landwehr zur vorgeschobenen Verteidigung einer Festung
- Befestigtes Lager unterhalb der Wälle einer Festung
- Kordon zur Sicherung einer ganzen Landesgrenze
- Feldbefestigungen können sich an Bunker anlehnen und Bunkerketten (z. B. Westwall) ergänzen.

Allen diesen Bauformen war die Eigenschaft gemein, dass sie mit provisorischen Mitteln aus Erde errichtet wurden und oftmals mit Holzverkleidungen, Sandsäcken o. Ä. verstärkt wurden. Besonders ausgedehnte Feldbefestigungen wurden bei frühneuzeitlichen Belagerungen angelegt. Um vor Ausfällen der Belagerten und vor dem Angriff eines Entsatzheeres geschützt zu sein, war die Errichtung von zwei Ringen aus Feldbefestigungen üblich. Diese Befestigungsringe konnten eine Länge von mehreren Dutzend Kilometern erreichen. Auch beim Heranarbeiten an die belagerte Festung legte man oftmals provisorische Bastionen und Wälle an, wie etwa bei der spanischen Belagerung des von den Niederländern gehaltenen Ostende (1601–1604). Augenzeugen dieser Belagerung berichteten davon, dass man nach einiger Zeit zwischen den Befestigungsanlagen von Verteidigern und Angreifern kaum noch unterscheiden konnte. Auch komplexere Befestigungen wie etwa Hornwerke wurden provisorisch errichtet.
Weitere Feldbefestigungen lassen sich im Zuge der Fossa Eugeniana nachweisen. Diese Anlagen stellen trotz der vornehmlichen Verwendung des Baustoffes Erde einen Übergang zur ständigen Festung dar, denn man kann auch heute noch viele Elemente des Festungsbaus wie Bastionen und der gleichen mehr an ihnen erkennen.
Literarisch bekannt wurde die Feldbefestigung bei Friedrich Schiller als Wallensteins Lager. Es handelt sich dabei um das gleichnamige Lager aus dem Dreißigjährigen Krieg in der Nähe der Stadt Zirndorf bei Fürth, das sich trotz jahrhundertelanger Zerstörung durch einen friedlichen menschlichen Einsatz erhalten konnte.

### Wagenburgen
Eine Besonderheit der Feldbefestigung war die Wagenburg. Sie wurde mit mehreren zu einem Kreis zusammengestellten Fahrzeugen gebildet. Bereits die Goten bildeten Wagenburgen; beispielsweise in der Schlacht von Adrianopel im Jahre 378. An der Wende zur Frühen Neuzeit kamen Wagenburgen zum Einsatz, die mit Geschützen bestückt waren. Über Ungarn drang das Wissen über diese mobile Feldbefestigung auch in das Osmanische Reich vor. Ironischerweise wurden die Ungarn 1526 in der Schlacht von Mohács von den Osmanen durch den Einsatz von Wagenburgen besiegt. Auch während des Bauernkriegs kamen Wagenburgen zum Einsatz, die jedoch mit Kanonen schnell zusammengeschossen wurden. Die Täufer von Münster suchten zuletzt auf dem Marktplatz der Stadt in einer Wagenburg Zuflucht, die 1535 von fürstlichen Truppen vernichtet wurde. Das Konzept der Wagenburg wurde bis zur Besiedlung des so genannten „Wilden Westens“ im 19. Jahrhundert verfolgt. Ideengeber waren europäische Emigranten aus den größeren Städten, denn vor allem seit dem 15. Jahrhundert unterhielt dort bald jede Stadt ihre eigene Wagenburg.

### 20. Jahrhundert
Der Erste Weltkrieg war im Wesentlichen ein Krieg der Feldbefestigungen, denn nach anfänglichen Bewegungen erstarrte er im Stellungskrieg, der sich im freien Gelände unter weitgehend improvisierten Bedingungen abspielte. Diese Feldbefestigungen schlossen bisweilen auch Lücken zwischen den Festungswerken. Die französische Maginot-Linie und der deutsche Westwall wurden als Linien von Festungswerke gebaut, die durch Feldbefestigungen – wie dem  Schweizer Tobleroneweg – ergänzt wurden.